# Bombningen av Tallinn under andra världskriget
Bombningen av Tallinn under andra världskriget var bombräder som genomfördes av Sovjetunionen mot Estlands huvudstad Tallinn under andra världskriget. De första räderna gjordes under sommaren 1941 (en del av Operation Barbarossa). Ett antal bombningar följde 1942-43. Den största av bombningarna inträffade i mars 1944 i samband med slaget vid Narva. Tusentals sovjetiska bomber satte staden i brand, dödade 463 människor, skadade 659 och lämnade 25 000 människor utan tak över huvudet under vintern.

## Luftwaffes räder 1941
Luftwaffe inledde bombningar av Tallinn från de första dagarna av kriget i juni och detta intensifierades i augusti på grund av den sovjetiska försöken att evakuera stadens invånare, delar av Östersjöflottan, formationer av sovjetiska 8:e armén och industriella tillgångar viktiga för krigsproduktion.

## Sovjetiska räder 1942–1943
Tallinn bombades vid flera tillfällen under maj och september 1942. Under 1943 hade flera bombningar utförs av sovjetiska flygvapnet på Tallinn i februari, mars, maj, augusti och september.

## Sovjetiska räder 1944
Den allvarligaste luftbombningen ägde rum den 9 mars. En vecka tidigare hade borgmästaren i Tallinn  beordrat invånarna att lämna staden, men evakueringen misslyckades. Bombningen var mer omfattande än lokalbefolkningen och högkvarteret för armégrupp Nord kunnat tro. En bombräd bestående av 300 flygplan släppte 3068 bomber, 1725 explosiva och 1300 brandbomber, och orsakade stora skador på staden. Brandkårerna saknade vatten eftersom sovjetiska sabotörer hade sprängt stadens pumpstation innan flygangreppet. De militära skadorna var ringa med endast några militära anläggningar och försörjningsförråd förstörda. Den stora militära förlusten var förbränningen av en miljon liter bränsle i en bränsledepån. Av företagen med en del militär betydelse var plywoodfabriken "Luther" och den av Urania-Werke ägda kabelfabrik förstördes. De flesta av bomberna föll på bostäder och offentliga byggnader, bland annat Estonia-teatern, Sankt Nikolai kyrka, stadens synagoga, fyra biografer och Tallinns stadsarkiv med sin samling av medeltida dokument. En stor del förorterna som var byggda i trä brann ner och stadens centrum drabbades av omfattande skador. Enligt den officiella rapporten dödades 757 människor, varav 586 var civila, 50 soldater och 121 krigsfångar. 213 hade allvarliga skador, 446 hade mindre skador. Bland de skadade fanns 65 militärer och 75 krigsfångar. Fler offer hittades senare och antalet dödsfall uppskattades till 800. Fler än 20 000 personer lämnades utan logi i tjällossningen, medan de militära objekten var nästan orörda.

När det gäller det stora antalet civila förlusterna och små skadorna på militära och strategiska installationerna i städerna genomfördes de sovjetiska bombningarna huvudsakligen i syfte att förstöra moralen hos lokala civila som motsatte en återvändning av den sovjetiska ockupationsmakten. Oavsett sovjetiska avsikter hade de höga civila förlustsiffrorna efter räderna signifikant ökat den estniska allmänhetens fientlighet mot den sovjetiska armén. Den 27 februari hade en sovjetisk flygräd träffat lekande barn på en skolgård i kommunen Luunja och dödat 4 av dem. Dagen för deras begravning gjordes om till en nationell minnesdag åtföljd av dikten "Uus Herodes" ("Nya Herodes") av Henrik Visnapuu. Fler estländare kände ett behov av att bekämpa den sovjetiska framryckningen. En paroll skrevs ned på ruinerna av Estonia-teatern som löd:
| ” | Varemeist tõuseb kättemaks! (Hämnd kommer stiga från ruinerna!) | „ |

Parollen blev titeln på 20. Waffen-Grenadier-Division der SS (estnische Nr. 1) tidning.
Den sista sovjetiska bombräden mot Tallinn inleddes på kvällen före 22 september 1944.

## Minnesmärken
De sista ruinerna, längs gatan Harju i Gamla stan, fungerat som ett minnesmärke över offren i räden. Ruinerna fylldes dock igen under 2007 och en park byggdes över dem efter ett noggrant arkeologiskt arbete.

## I populärkulturen
Låten "Varemeist tõuseb kättemaks" av estniska rockbandet HPMA gjordes som minne för offren av bombningen av Tallinn den 9 mars 1944.